# Brig

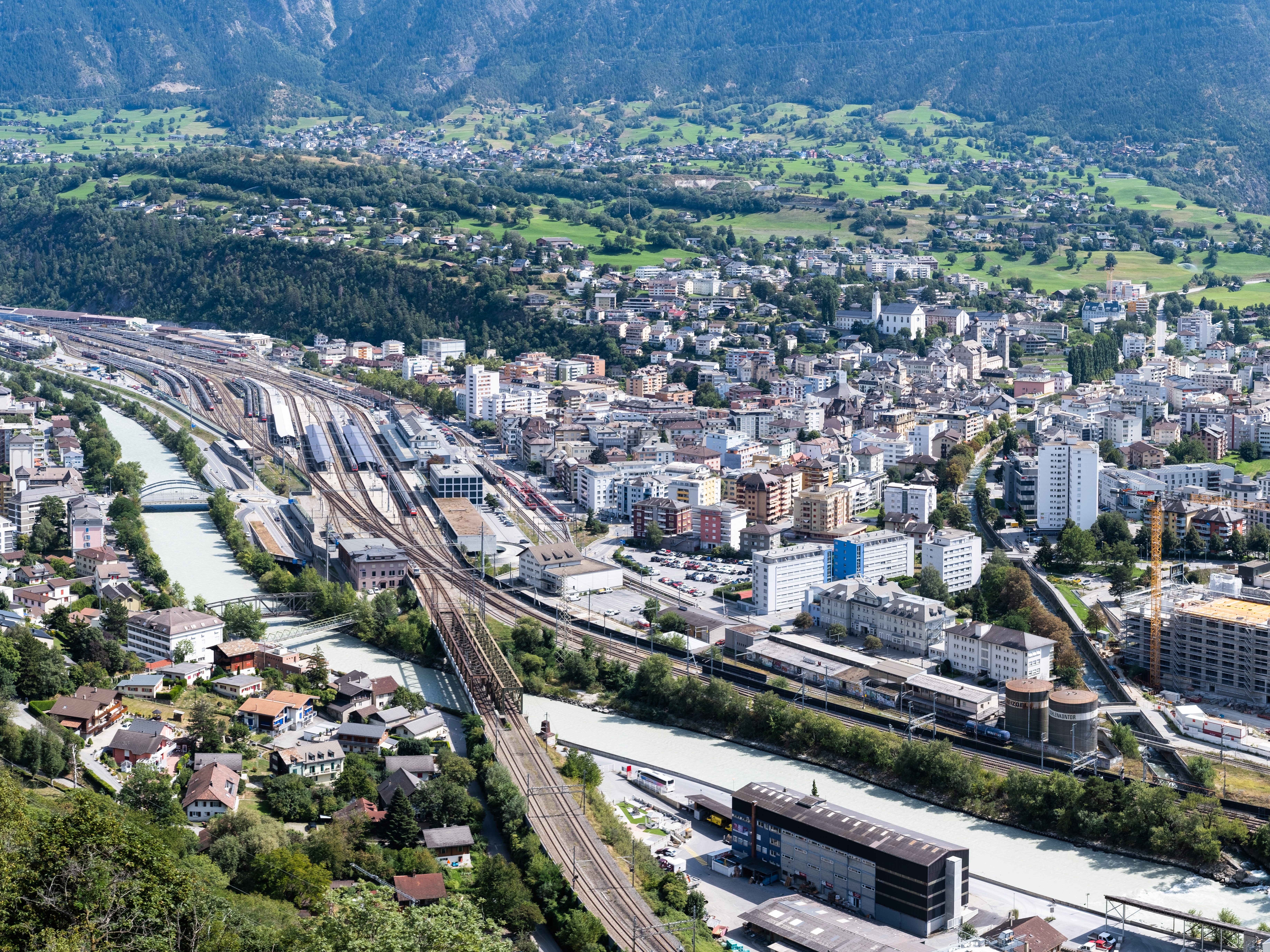
Brig.

Brig (franska: Brigue, italienska: Briga), är en stad i den schweiziska kantonen Valais. Sedan 1972 ingår den i kommunen Brig-Glis.
Staden är belägen 684 meter över havet, i Rhônedalen, där Simplonvägen möter vägar mot Furkapasset, Grimselpasset och Genèvesjön. Staden hade 2 194 invånare år 1900 och omkring 5 000 hundra år senare. Den har en station på Simplonbanan.
Brig är en gammal ort, slottet Stockalper i senrenässans uppfördes på 1640-talet. Staden har en jesuitkyrka och ett gammalt gymnasium.

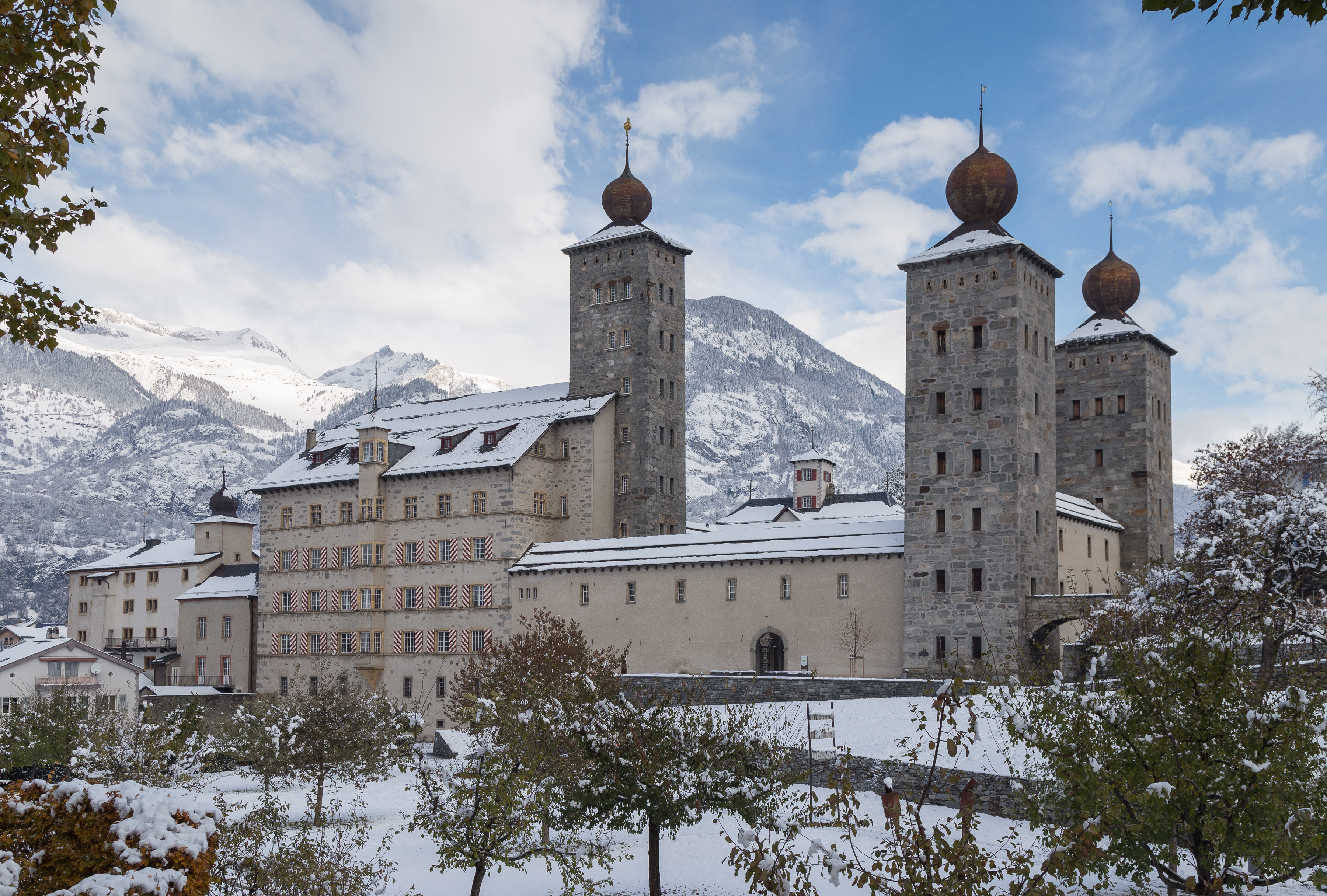
Slottet Stockalper, november 2013.